# Теута (футбольний клуб)
«Теу́та» — албанський футбольний клуб з міста Дуррес.

## Історія
Команда була заснована в 1920 році під ім'ям ФК «Урані», але вже через два роки вона прийняла нинішню назву — «Теута». Вже в 1930 році «Теута» почала грати в Суперлізі. Після цього клуб декілька разів міняв свою назву — «Юллі і Кук», «Локомотив», ФК «Дуррес». В 1991 році команді повернули названу «Теута», яку клуб носить і зараз. Перший підйом клубу припав на середину 90-х років, коли «Теута» в 1993-94 році стала чемпіоном Албанії, а в 1994-95 році — володарем Кубку Албанії. На сьогодні команда грає в Суперлізі.

## Титули
- Чемпіон Албанії (2): 1993-94, 2020-21
- Володар кубка Албанії (4): 1994-95, 1999-00, 2004-05, 2019-20
- Володар суперкубка Албанії (2): 2020, 2021

## Єврокубки
| Сезон     | Змагання         | Раунд       | Суперник      | Вдома | На виїзді | Підсумок |
| --------- | ---------------- | ----------- | ------------- | ----- | --------- | -------- |
| 1994/1995 | Кубок УЄФА       | Кв. раунд   | Аполлон       | 1-4   | 2-4       | 3-8      |
| 1995/1996 | КВК УЄФА         | 1 раунд     | ТПС           | 1-0   | 0-3       | 1-3      |
| 1996/1997 | Кубок УЄФА       | 1 кв. раунд | Кошице        | 1-4   | 2-4       | 2-6      |
| 1999/2000 | Кубок Інтертото  | 1 раунд     | Акранес       | 1-5   | 1-2       | 2-7      |
| 2000/2001 | Кубок УЄФА       | 1 кв. раунд | Рапід         | 0-2   | 0-4       | 0-6      |
| 2002/2003 | Кубок Інтертото  | 1 раунд     | Валетта       | 2-1   | 0-0       | 2-1      |
| 2002/2003 | Кубок Інтертото  | 2 раунд     | Глорія        | 1-0   | 0-3       | 1-3      |
| 2004/2005 | Кубок Інтертото  | 1 раунд     | Дубниця       | 0-0   | 0-4       | 0-4      |
| 2005/2006 | Кубок УЄФА       | 1 кв. раунд | Широкі Брієг  | 3-1   | 0-3       | 3-4      |
| 2007/2008 | Кубок УЄФА       | 1 кв. раунд | Славен Белупо | 2-2   | 2-6       | 4-8      |
| 2012/2013 | Ліга Європи УЄФА | 1 кв. раунд | Металург      | 0-3   | 1-6       | 1-9      |
| 2013/2014 | Ліга Європи УЄФА | 1 кв. раунд | Дачія         | 3-1   | 0-2       | 3-3 (ч)  |
| 2016/2017 | Ліга Європи УЄФА | 1 кв. раунд | Кайрат        | 0-1   | 0-5       | 0-6      |
| 2019/2020 | Ліга Європи УЄФА | 1 кв. раунд | Вентспілс     | 0-3   | 1-0       | 1-3      |